# Beta amilaza
Beta amilaza (EC 3.2.1.2, saharogenska amilaza, glikogenaza, beta-amilaza, 1,4-alfa-D-glukan maltohidrolaza) je enzim sa sistematskim imenom 4-alfa-D-glukan maltohidrolaza. Ovaj enzim katalizuje sledeću hemijsku reakciju
hidroliza (1->4)-alfa-D-glukozidnih veza u polisaharidima tako da se uklone sukcesivne maltozne jedinice sa neredukujućih krajeva lanca
Ovaj enzim deluje na skrob, glikogen i srodne polisaharide i oligosaharide formirajući beta-maltozu inverzijom.

## Spoljašnje veze
- Beta-amylase на 